# Tienkoikro
Tienkoikro est une localité du nord-est de la Côte d'Ivoire, située dans la sous-préfécture du même nom, département de Koun-Fao, région du Gontougo, district du Zanzan. La localité de Tienkoikro est un chef-lieu de commune.
La localité compte, au recensement de 2014, 1 633 habitants.